# Валежная
Валёжная — посёлок станции в Пермском крае России. Входит в Чусовской городской округ.

## Географическое положение
Посёлок расположен в западной части округа у одноимённой железнодорожной станции на линии Пермь-Чусовой в 8 километрах на запад от посёлка Комарихинский.

## История
Появился во второй пол. XIX века при сооружении Горнозаводской железной дороги. 
С 2004 до 2019 гг. входил в Комарихинское сельское поселение Чусовского муниципального района.

## Население
Постоянное население посёлка составляло 237 человек в 2002 году (91 % русские), 198 человек в 2010 году. 

## Климат
Климат умеренно континентальный. Среднегодовая температура воздуха колеблется около 0 градусов, среднемесячная температура января — −16 °C, июля — +17 °C, заморозки отмечаются в мае и сентябре. Высота снежного покрова достигает 80 см. Продолжительность залегания снежного покрова 170 дней. Продолжительность вегетационного периода 118 дней. В течение года выпадает 500—700 мм осадков.